# La Maison Carrée, les Arènes et la Tour Magne à Nîmes
La Maison Carrée, les Arènes et la Tour Magne à Nîmes est un tableau faisant partie de la série des  Principaux Monuments de la France  du peintre de ruines Hubert Robert sur  des vestiges de la Gaule, une grande peinture à l'huile  destinée à décorer un salon au château de Fontainebleau.

## Histoire
La série commandée en 1786 et réalisée en 1787, n'a jamais été mise en place dans le lieu prévu.
Les tableaux sont conservés au musée du Louvre depuis 1822 à la suite du legs de la veuve du peintre.

## Sujet
La Maison Carrée, les Arènes et la Tour Magne à Nîmes rassemblées dans une perspective imaginaire (de fantaisie).

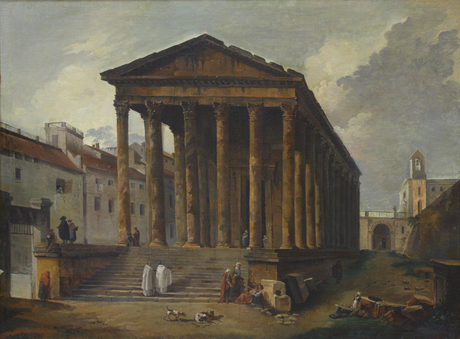
Version réaliste de la Galerie nationale d'Arménie.

Plusieurs versions ou copies existent de ce tableau posant en sujet principal central la maison Carrée :
- Une copie à Montpellier à l'Hôtel des Trésoriers de France
- Une version plus réaliste de 102 × 145 cm de 1783 à la collection Pavlovsk[2] et des copies à Erevan, Odessa, Riga et au Musée de l'Ermitage de Saint-Pétersbourg[3].

Certains tableaux composites de « Robert des ruines » rassemblent plusieurs des lieux de la série : Nîmes, Orange, Pont du Gard, Saint-Rémy-de-Provence (dit alors les-Antiques).

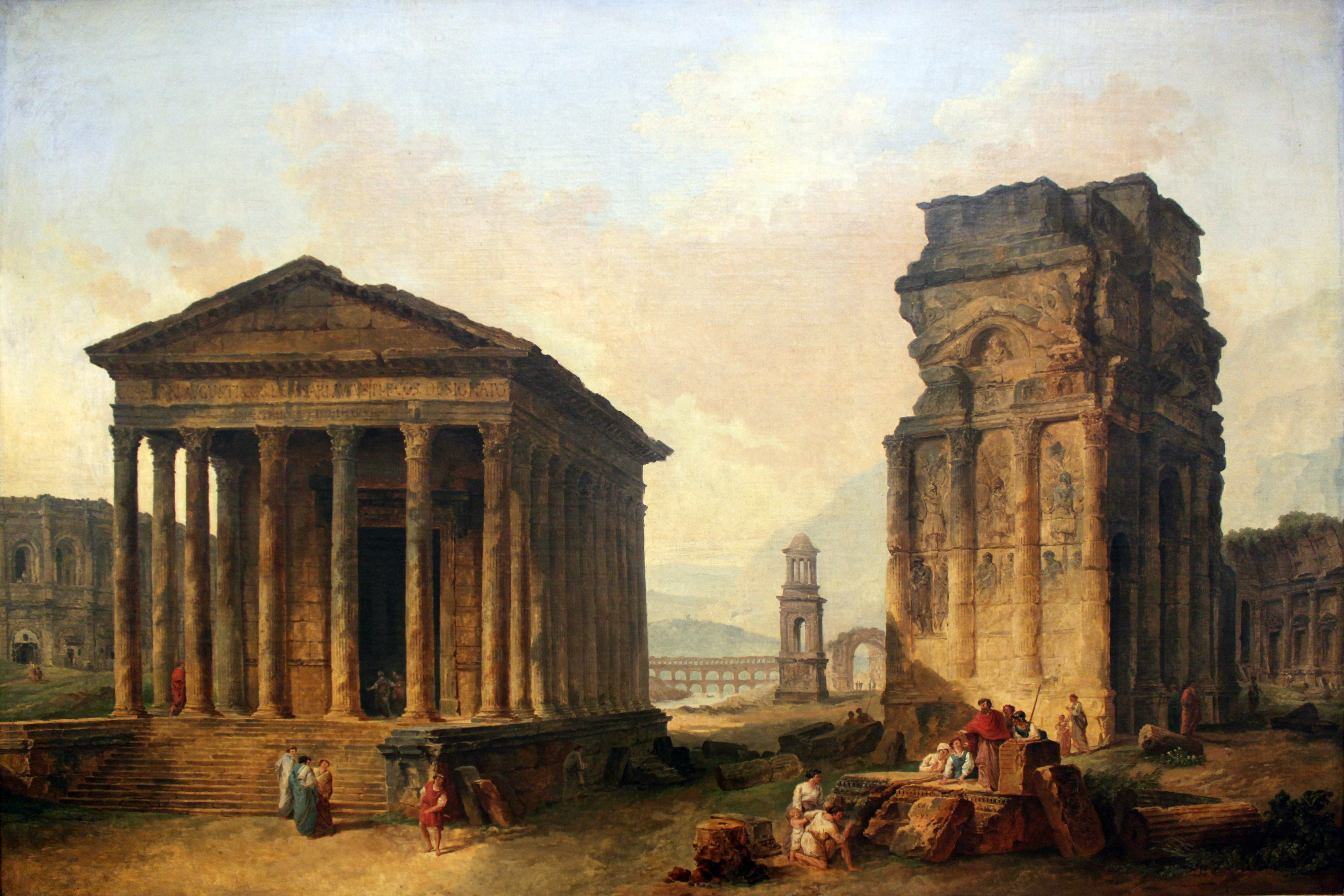
Exemplaire du Musée de Bode (avec le Pont du Gard et l'Arc d'Orange).
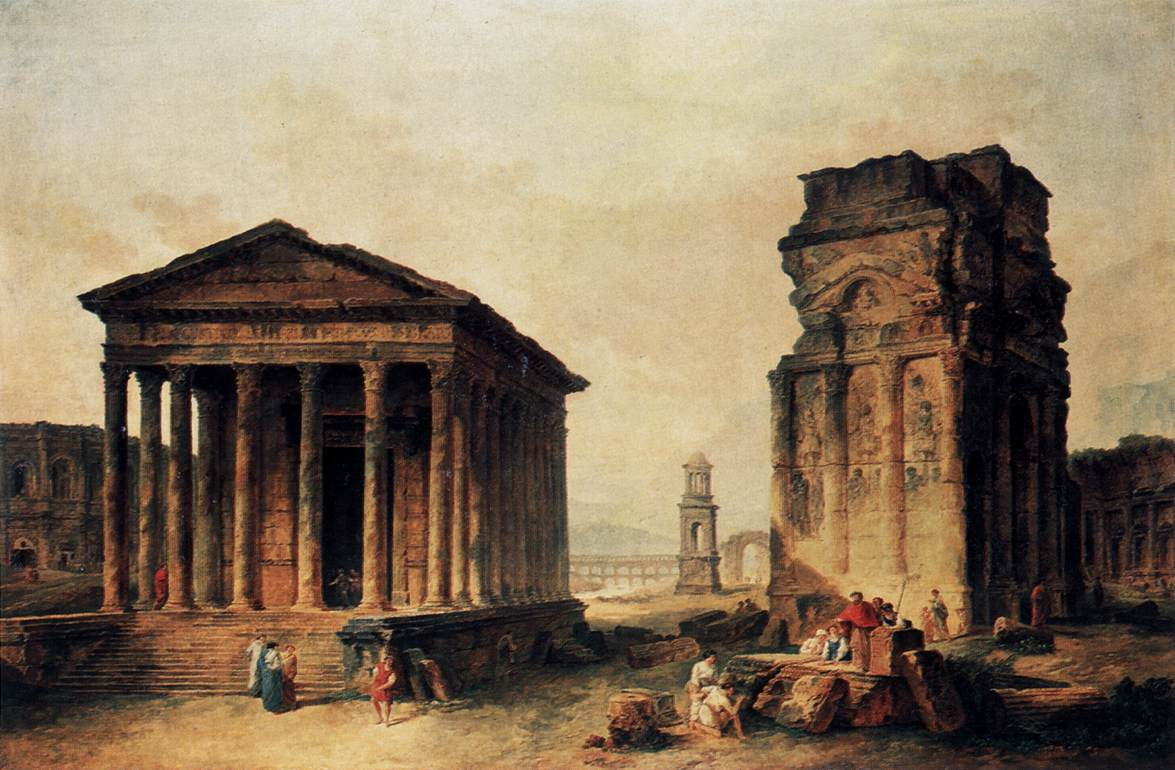
Version de la Gemäldegalerie (Berlin).